# أحمد بن عبد العزيز العيسى
أحمد بن عبد العزيز بن إبراهيم العيسى مدير المباحث العامة في السعودية منذ 29 مايو 2022.